# Papaver schelkovnikovi
Papaver schelkovnikovi är en vallmoväxtart som beskrevs av Nikolaj Adolfovitj Busj. Papaver schelkovnikovi ingår i släktet vallmor, och familjen vallmoväxter. Inga underarter finns listade i Catalogue of Life.